# Gerd Cintl
Gerd Cintl (ur. 11 grudnia 1938 w Düsseldorfie, zm. 27 grudnia 2017 tamże) – niemiecki wioślarz reprezentujący RFN, mistrz olimpijski.

## Kariera
Wystąpił na igrzyskach olimpijskich w Rzymie w 1960, gdzie Wspólna Reprezentacja Niemiec w składzie: Gerd Cintl, Horst Effertz, Klaus Riekemann, Jürgen Litz i Michael Obst (sternik) zdobyła złoty medal w czwórkach ze sternikiem. W finale o 2,50 sekundy wyprzedzili Francuzów i o 4,60 sekundy Włochów. Był to jego jedyny start olimpijski.
W tej samej konkurencji zdobył złoty medal na mistrzostwach Europy w Mâcon (1959). Ponadto zdobył srebrny medal w dwójkach bez sternika na mistrzostwach Europy w Poznaniu (1958).
Zdobywał mistrzostwo kraju w dwójkach bez sternika i dwójkach ze sternikiem w 1958 oraz w czwórkach ze sternikiem w 1959. Odznaczony Srebrnym Liściem Laurowym.